# 松野赖三
松野赖三（日语：松野 頼三/まつの らいぞう，1917年2月12日—2006年5月10日），是日本的政治家，曾担任佐藤荣作时期的防衛大臣、农林水产大臣，岸信介时期的劳动大臣，1966年因黑雾事件而饱受批评。